# Vote for Huggett
Pour plus de détails, voir Fiche technique et Distribution.
Vote for Huggett est un film britannique réalisé par Ken Annakin, sorti en 1949.

## Synopsis
Joe Huggett veut se présenter aux élections municipales, avec dans son programme l'érection d'un monument commémorant la guerre. Hélas le terrain sur lequel il prévoit cette construction appartient à sa femme, laquelle ne voit pas les choses de la même façon.

## Fiche technique
- Titre original : Vote for Huggett
- Réalisation : Ken Annakin
- Scénario : Mabel Constanduros (en), Denis Constanduros, Allan MacKinnon
- Direction artistique : Norman G. Arnold
- Costumes : Yvonne Caffin
- Photographie : Reginald H. Wyer
- Son : Brian Sewell
- Montage : Gordon Hales
- Musique : Antony Hopkins
- Production : Betty E. Box
- Société de production : Gainsborough Pictures
- Société de distribution : General Film Distributors
- Pays de production :  Royaume-Uni
- Langue originale : anglais
- Format : Noir et blanc — 35 mm — 1,37:1 — son mono
- Genre : Comédie
- Durée : 84 minutes
- Date de sortie : 
  - Royaume-Uni : février 1949

## Distribution
- Jack Warner : Joe Huggett
- Kathleen Harrison : Kathleen Huggett
- Susan Shaw : Susan Huggett
- Petula Clark : Pet Huggett
- David Tomlinson : Harold
- Diana Dors : Diana
- Peter Hammond : Peter
- John Blythe : Gowan

## Chanson du film
- "In the Shade of the Old Apple Tree", interprétée par Petula Clark

## Autour du film
- Ce film constitue la troisième apparition de la famille Huggett, déjà vue dans Holiday Camp et Here Come the Huggetts, et qui sera à l'honneur dans un dernier film toujours réalisé par Ken Annakin, The Huggetts Abroad.